# Сучагу
Сучагу (рум. Suceagu) — село у повіті Клуж в Румунії. Входить до складу комуни Бачу.
Село розташоване на відстані 331 км на північний захід від Бухареста, 10 км на захід від Клуж-Напоки.

## Населення
За даними перепису населення 2002 року у селі проживали 1283 особи.
Національний склад населення села:
| Національність | Кількість осіб | Відсоток |
| -------------- | -------------- | -------- |
| румуни         | 608            | 47,4%    |
| угорці         | 513            | 40,0%    |
| цигани         | 162            | 12,6%    |

Рідною мовою назвали:
| Мова      | Кількість осіб | Відсоток |
| --------- | -------------- | -------- |
| румунська | 623            | 48,6%    |
| угорська  | 517            | 40,3%    |
| циганська | 143            | 11,1%    |